# Пустињски пацовски кенгур
Пустињски пацовски кенгур (Caloprymnus campestris) је изумрла врста сисара торбара из породице бетонга, поторија и пацов-кенгура (Potoroidae). 

## Распрострањење
Ареал врсте је био ограничен на једну државу. Аустралија је била једино познато природно станиште врсте.

## Станиште
Ранија станишта врсте су укључивала екосистеме ниских трава, шумске екосистеме и пустиње.

## Начин живота
Пустињски пацов-кенгур је правио гнезда.

## Угроженост
Ова врста је наведена као изумрла, што значи да нису познати живи примерци.